# Marc de Garidel
Marc de Garidel, né le 16 mars 1958 à Aix-en-Provence, est un homme d'affaires français.
Il est président-directeur général de la société pharmaceutique Ipsen de 2010 à 2016 ainsi que président du conseil d’administration de cette société depuis 2010.
Depuis avril 2023, il est président-directeur général et président par interim du conseil d’administration de la société de biotechnologie Abivax, cotée au NASDAQ en octobre 2023,.

## Biographie

### Famille
Marc de Garidel-Thoron naît le 16 mars 1958 à Aix-en-Provence, fils du comte Antoine de Garidel-Thoron, propriétaire exploitant agricole et maire de Coudoux de 1973-1983 (Bouches-du-Rhône).
Il est issu d'une ancienne famille française originaire du comté de Nice qui a donné dans les XIVe et XVe siècles des militaires distingués dans les armées du roi de Naples et du duc de Savoie et dont l’ancêtre fut anobli par une charge de conseiller au Parlement de Provence en 1777.
Par sa mère, Huguette de Marliave, il est le petit-fils du comte Charles de Marliave, président de la Compagnie des mines d’anthracite de La Mure et commandeur de la Légion d'honneur.
Il épouse Béatrice Lenoan le 2 juillet 1983.

### Formation
Après une scolarité à Aix-en-Provence, il intègre les classes préparatoires du lycée Thiers à Marseille.
Il sort diplômé de l'École spéciale des travaux publics (TP 80), une grande école d'ingénieurs à Paris, puis obtient aux États-Unis un master de management de la Thunderbird School of Global Management à Glendale (en Arizona), et un MBA de l'Harvard Business School.

### Carrière
En 1983, il commence sa carrière au sein du groupe Eli Lilly and Company, où il travaille en France, aux États-Unis et en Allemagne.
En 1995, il rejoint Amgen en tant que vice-président des finances et de la trésorerie pour l'Europe. En 1998, il est nommé vice-président, contrôleur de gestion et directeur comptable d'Amgen. En 2000, il devient vice-président et directeur général pour la France, en charge d'Amgen France.
Après ces quinze années chez Amgen, il devient président et directeur général d'Ipsen de novembre 2010 à juillet 2016, et participe au lancement du médicament Somatuline.
À partir du 18 juillet 2016, Marc de Garidel est président non exécutif d'Ipsen et continue de siéger au conseil d'administration. En outre, il conseille Mayroy, la holding de contrôle d'Ipsen. Auparavant, il a été administrateur de plusieurs sociétés de biotechnologie, dont vice-président du conseil d'administration de CSL Vifor (Suisse) entre mai 2017 et 2018 (anciennement Galenica), dont il était membre du conseil depuis 2015.
Début 2018, Marc de Garidel a rejoint Corvidia Therapeutics, une entreprise de biotechnologie basée à Waltham, dans le Massachusetts.
Marc de Garidel est directeur de Claris Biotherapeutics depuis juillet 2020. Il a rejoint AZTherapies.

### Autres Mandats
- Président non exécutif du conseil administration de Promethera[4]
- Président non exécutif du conseil administration de Suraypharm SAS[10]
- Membre du conseil administration de TcLand[11]
- Membre du conseil administration de Protein’Expert[4]
- Membre du conseil administration de Pharnext[12]
- Membre du conseil de surveillance de l’Inserm Transfert SA[13]
- Président du Comité Biotech du Leem - Les Entreprises de Médicament (2003-2006)[14]
- Vice Président à partir de 2006 puis Président à partir de juin 2010 de l’European Biopharmaceutical Enterprises[15]
- Président du G5 Santé (2011-2018)[16]
- Vice-Président du Comité stratégique de filière des industries et technologies de santé (2013)[17]
- Vice-Président de la Fédération européenne des associations et industries pharmaceutiques (2014-2017)[18]
- Président du conseil d’administration de l’Innovative Medicines Initiative (IMI) Governing Board (2015-2017)[19]
- Enseignant à l’École centrale Paris, à l’ESSEC Business School et à l’ESCP Business School[4]

## Distinctions
Chevalier de la Légion d'honneur (2008) pour avoir rendu des « services éminents » à la Nation.

## Publication
- La société du médicament ? (2006)[22]